# 出水市立出水商業高等学校
出水市立出水商業高等学校（いずみしりつ いずみしょうぎょうこうとうがっこう）は、鹿児島県出水市明神町にある市立商業高等学校。

## 沿革
- 1948年（昭和23年） - 米ノ津町立米ノ津高等専修学院として開校。
- 1954年（昭和29年） - 出水市立出水商業高等学校となる。
- 1960年（昭和35年） - 野球部が第42回全国高等学校野球選手権大会出場。一回戦・北北海道代表旭川北に3対0で勝利するも、二回戦・南北海道代表北海高校に7対4で敗れ敗退。

## 設置学科
- 商業科（商業に関する学科）
- 情報処理科（商業に関する学科）

## 校訓
- 自主創造
- 敬愛和協
- 誠実勤勉

## 特徴ある行事
- 年に1回出水商業デパートという行事があり、実際模擬デパートを出し、授業等に役に立たせるのが目的である。

## 著名な出身者
- 青木政美（元プロ野球選手）
- 白石黄良々（陸上競技選手）